# La Vèze
La Vèze – miejscowość i gmina we Francji, w regionie Burgundia-Franche-Comté, w departamencie Doubs.
Według danych na rok 1990 gminę zamieszkiwało 400 osób, a gęstość zaludnienia wynosiła 76 osób/km² (wśród 1786 gmin Franche-Comté Vèze plasuje się na 378. miejscu pod względem liczby ludności, natomiast pod względem powierzchni na miejscu 787.)
Na terenie La Vèze mieści się lotnisko miasta Besançon, który zarządzany przez Izbę Przemysłowo-Handlową departamentu Doubs.